# Digimon Tamers
Autre
Digimon Tamers (デジモンテイマーズ, Dejimon Teimāzu), connue sous le titre de la distribution Digimon Digital Monsters, (dit Digimon (saison 3),) en France, est une série d'animation produite par Toei Animation dérivée et inspirée de la franchise médiatique Digimon créée par Akiyoshi Hongo. Avec un total de cinquante-et-un épisodes, elle est initialement diffusée du 1er avril 2001 au 31 mars 2002 sur la chaîne de télévision Fuji TV au Japon. Elle est exportée à l'international, dont en France initialement du 31 août 2002 au 9 mars 2004 sur Fox Kids. Cette troisième saison Digimon, réalisée par Yukio Kaizawa et écrite par Chiaki J. Konaka, introduit un monde où les Digimon sont des créatures tirées d'un programme télévisé et d'un jeu de cartes à collectionner ; cependant, de nombreux enfants découvrent que ces créatures supposément fictives existent.
Première itération à rompre une continuité scénaristique avec de nouveaux personnages et un nouvel environnement, celle-ci connaît un accueil mitigé des premiers spectateurs, la franchise fait face une érosion de popularité au Japon à partir de 2001,,,, la production doit être accélérée et le développement d'une nouvelle série est commandé en parallèle,. La franchise chute totalement au Japon — en ventes, audiences et au box-office — l'année suivante, avec sa quatrième itération ; un nouvel essor de la marque ne se produit ensuite qu'en 2021,. Le succès de Digimon s'estompe autant au Japon, qu'auprès des médias internationaux, et français avec un 1er arrêt de l'adaptation francophone jusqu'à l'importation de Digimon Fusion (2015),,,. Tamers est néanmoins tenu en haute estime aux États-Unis, fort de son succès commercial,.
La série animée est adaptée par la société Saban Entertainment. À la suite de la redistribution des propriétés, c'est Toei Animation qui se charge de la distribution de Digimon en France.
De nombreux produits dérivés à l'effigie de Digimon Tamers ont été commercialisés, incluant jouets, peluches, cartes à collectionner, mangas, magazines, costumes, fournitures scolaires, gadgets, accessoires, albums, et jeux vidéo principalement distribués par la branche commerciale japonaise Bandai. En France, une série de coffrets DVD édités par LCJ Éditions paraît à partir de 2010. La version française intègre le catalogue à la demande de ADN le 18 août 2020 et est également diffusée sur Pluto TV depuis le 7 août 2022.

## Scénario
Takato Matsuki, un jeune protagoniste âgé de douze ans, est fan du jeu de cartes Digimon. Un jour, après une partie de cartes avec ses deux copains Kazu et Kenta, il découvre dans sa boite de rangement, une mystérieuse carte bleue. Son réflexe est de l’analyser dans son digivice en plastique qui se met à briller de manière étrange. Takato finit par comprendre qu’il est devenu un « dompteur de Digimon », et qu'il a créé accidentellement son propre partenaire Digimon, Guilmon, à partir d'un dessin. Takato fait ensuite connaissance avec deux autres enfants, qui se révèlent par la suite être également des dompteurs : Henry Wong et Rika Nonaka. Il s’entend tout de suite très bien avec Henry mais les deux garçons mettent du temps pour se connaître et faire équipe avec Rika, qui considère les Digimon comme « des machines à combattre ».
Alors que ce groupe se forme, des Digimon envahissent Tokyo, au Japon, plus précisément le quartier de Shinjuku, apparaissant par de multiples portails digitaux. Les dompteurs les combattent pour défendre leur ville, mais ils ne sont pas seuls - une organisation gouvernementale nommée Hypnos, dirigée par Yamaki, tente d'éliminer les Digimon pour mettre fin à ces invasions. Le groupe fait également la connaissance d'un mystérieux Digimon, Calumon, ayant le seul et unique pouvoir de contrôler les digivolutions. Un autre Digimon incontrôlable, Impmon, passe également son temps à chamailler les dompteurs et leurs partenaires Digimon. Au fur et à mesure des invasions, les dompteurs seront confrontés à neuf devas dans le monde réel, et à deux autres dans le digimonde. Le douzième, Antylamon, se dé-digivolve en Lopmon pour devenir le partenaire Digimon de Suzie, la petite sœur d'Henry.
Tandis qu'ils se doivent d'entrer dans le digimonde pour récupérer Calumon, enlevé par un des devas, les dompteurs s'unissent du fait que le sort des deux mondes soit entre leurs mains. Ils seront accompagnés d'autres dompteurs tels que Kazu, Kenta (qui n'ont aucun Digimon) et Jeri (avec Leomon). Ils feront, par la suite, face à Impmon, sous sa forme méga - Beelzemon - après un marché avec Zhuqiaomon, l'un des quatre souverains Digimon. En échange de la puissance phénoménale que lui donnerait le souverain, Impmon conclut un pacte en échange de l'éradication des dompteurs. Tentant de s'interposer, Leomon est tué par Beelzemon, rendant Jeri dépressive. Takato, devenu fou-furieux, force Guilmon à se digivolver malgré lui sous une forme maléfique - Megidramon. Après cet incident, Beelzemon est finalement vaincu par Gallantmon. Finalement arrivés à leur fin, les dompteurs font face à l'un des souverains Digimon, Zhuqiaomon, mais ce dernier s'allie finalement pour combattre le Système d'Éradication, un programme informatique devenu incontrôlable. Les dompteurs doivent non seulement sauver les deux mondes de la destruction mais aussi sauver Jeri, prise au piège, nourrissant malgré elle le programme maléfique avec sa tristesse. Un énorme combat s'ensuit entre Takato, Henry, Rika, Ryo et leurs Digimon contre le grand éradicateur. Takato tente de sauver Jeri pendant que les trois autres dompteurs se battent. L'éradicateur est finalement vaincu grâce à Henry et Terriermon qui ont implanté une bombe de l'organisation Hypnos au cœur du programme. Durant la scène finale, les Digimon retournent dans le digimonde sans leurs dompteurs respectifs, mais Takato, contre toute attente, s'apercevra dans son ancienne cachette, qu'un portail menant au digimonde est resté actif.

## Développement
Digimon Tamers est annoncé au début de 2001 pour une diffusion au printemps au Japon. Il s'agit d'une série d'animation de type action-aventure et comédie dramatique. Troisième saison de la série, elle présente un univers et une trame différents de ses deux précédentes saisons, Digimon Adventure et Digimon Adventure 02. Cette saison est réalisée par Yukio Kaizawa (Zatchbell), chargé des idées créatives principales du projet.

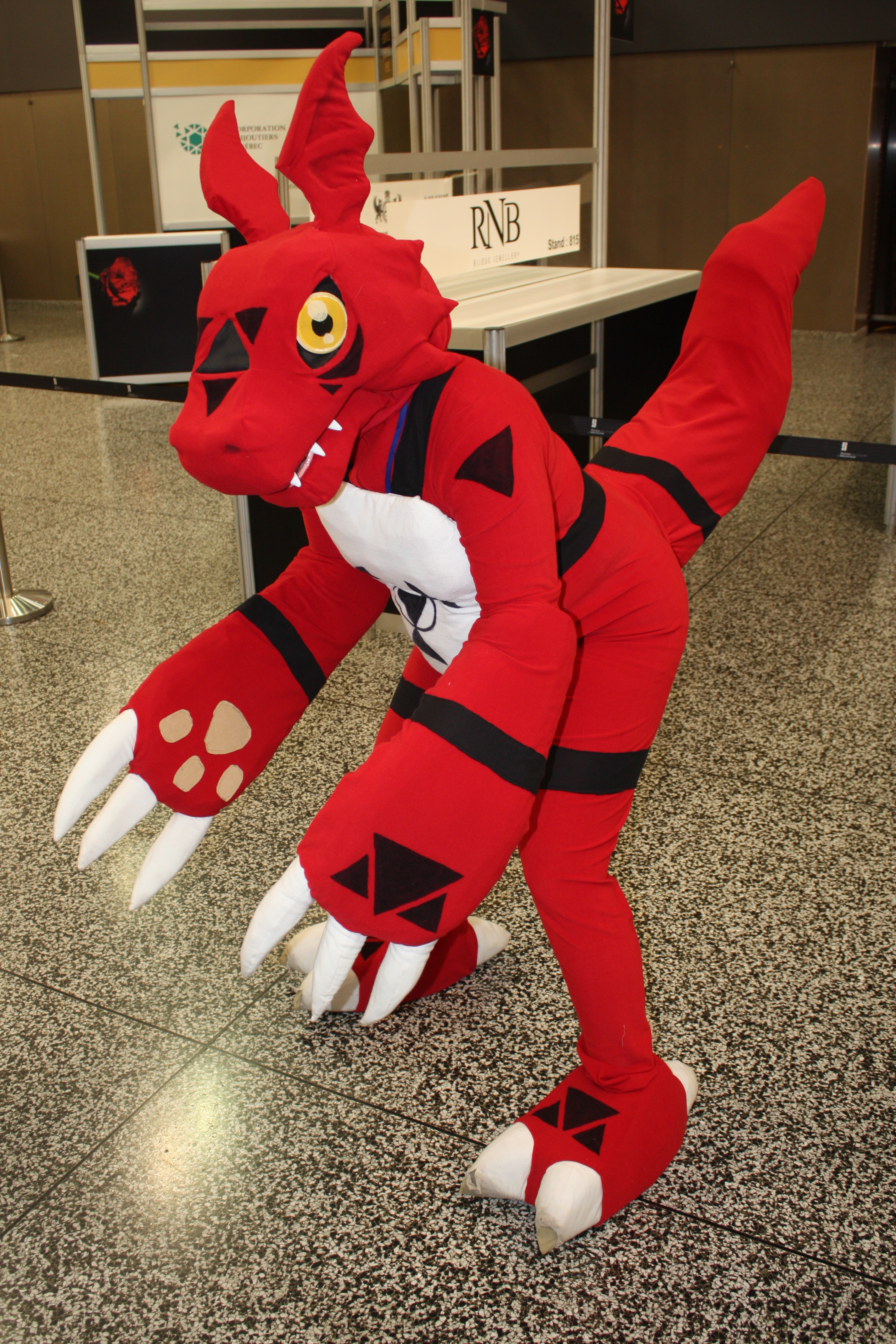
Cosplay de Guilmon, partenaire de Takato, à Otakuthon 2014.

Dans ses nouvelles de production, Chiaki J. Konaka explique que l'équipe était satisfaite de la concrétisation de Digimon Tamers, Hiroyuki Kakudo pensant que le scénario aurait pu également être intégré en trame du précédent anime.
Chiaki J. Konaka craignait que la représentation des Digimon en tant que « créatures au grand cœur » tel dépeint dans Digimon Adventure et Digimon Adventure 02 atténue « la bestialité » des Digimon. Par conséquent, Konaka voulait réexplorer la nature primitive des Digimon, des programmes « primitifs » ; des modèles d'intelligence artificielle créées par les humains pour vaincre et triompher. C'est un retour au concept original du jeu Digital Monsters, qui existait avant les anime. La nuance est que les Digimon n'ont pas la compréhension morale que se battre est quelque chose qui nuit aux autres. En faisant face à un autre Digimon et quand un intérêt envers l'autre se créé, la seule réponse dont ils disposent pour communiquer est le combat. La finalité n'est pas tant la destruction de l'ennemi que la décomposition de l'adversaire en données qu'ils peuvent ensuite absorber et évoluer en utilisant ces données. C'est leur véritable instinct naturel, c'est le concept de base. Ces Digimon interagissent avec leur « dompteur » et connaissent une Évolution qu'ils ne sont normalement pas capables de faire, une équivalence à la maturation et à la croissance... et ainsi, les Digimon apprennent à interagir les uns avec les autres. Leur méthode de communication commence par un combat, mais finit par « évoluer » vers l'amitié... C'est le cœur sur lequel repose cette série.
Chiaki J. Konaka craignait également que les digivolutions perdent de leur impact en raison de leur répétitivité. Afin de résoudre ce problème, le D-Power est conçu afin qu'il puisse être utilisé avec des cartes et donner aux personnages un autre « as dans leur jeu », avec la digimodification. Les auteurs voulaient limiter l'utilisation des cartes à une seule, à la fois. Les personnages principaux devenant plus maître dans les évolutions, et les tenants et aboutissants de leur aventure était un des autres messages prioritaires que Konaka voulait transmettre aux enfants d'une société moderne.

## Distribution

### Dompteurs
| Personnages | Doublage                                            | Digimon       | Distribution                             |
| --- | --------------------------------------------------- | ------------- | ---------------------------------------- |
| Takato Matsuki Matsuda Takato (松田 啓人) | Paolo Domingo (FR) Makoto Tsumura (JP)              | Guilmon       | Pascal Grull] (FR) Masako Nozawa (JP)    |
| Âgé de douze ans, Takato est fils unique et vit avec ses parents boulangers. Intelligent et passionné de dessin, il n'en demeure pas moins extrêmement naïf à certains moments. Principal protagoniste et leader du groupe dans la série, il gagne rapidement en assurance et en détermination lors de son périple dans le digimonde. Il est fasciné par les fantômes, les monstres, les Digimon et tout ce qui est attrait au fantastique. |                                                     |               |                                          |
| Henry Wong Li Jianliang/Ri Jenrya (李 健良) | Tony Marot (FR) Mayumi Yamaguchi (JP)               | Terriermon    | Antoine Nouel (FR) Aoi Tada (JP)         |
| Également âgé de douze ans, Henry se montre plus réfléchi et responsable que Takato. Il se montre en général calme, discret et posé, mais fait preuve, en réalité, d'un véritable courage. Son attachement à Terriermon est un peu excessif, puisqu'il refuse, au départ, de le laisser combattre par peur qu'il ne lui arrive quelque chose (depuis l'histoire du jeu vidéo dans lequel Terriermon est attaqué par Gorillamon), mais il prend de l'assurance au fur et à mesure des combats. |                                                     |               |                                          |
| Rika Nonaka Makino Ruki (牧野 留姫) | Fily Keita (FR) Fumiko Orikasa (JP)                 | Renamon       | Victoire Theismann (FR) Yuka Imai (JP)   |
| De tempérament garçon manqué, Rika, surnommée la « reine des digimon » est championne au jeu de cartes Digimon. Elle vit seule aux côtés de sa grand-mère, à cause des absences répétées de sa mère. Au début de la série, elle se montre solitaire, introvertie, souvent agressive et violente, et considère les Digimon comme de simples données destinées à se battre, comme elle le prouve souvent vis-à-vis de sa propre partenaire, Renamon. Au fil des épisodes, elle se rapproche d'Henry et Takato, qu'elle méprise au départ pour leur attachement à leurs Digimon. Néanmoins, en voyant à quel point Renamon tient à la protéger, elle changera d'avis, et commencera à la traiter davantage avec plus de respect. |                                                     |               |                                          |
| Ryo Akiyama Akiyama Ryō (秋山 リョウ) | Antoine Nouel (FR) Jun'ichi Kanemaru (JP)           | Cyberdramon   | ?? (FR) Ikkei Seta (JP)                  |
| Ryo est l'un des dompteurs les plus discrets de la saison, et le seul à avoir battu Rika lors d'un tournoi de cartes à jouer. Son histoire est floue : il a disparu dans le digimonde avant le début de la saison, et n'apparaît donc pas au départ. Ce n'est que dans l'épisode Pauvre Ryo que Kazu, Kenta et Rika le retrouvent dans le digimonde, accompagné de son féroce et puissant Digimon, Cyberdramon. Ryo est généreux, aimable et sincère, toujours prêt à aider les autres. Il se dispute fréquemment avec Rika, qui ne lui pardonne pas de l'avoir battu, mais leur relation change finalement vers une amitié sincère lors de leur combat face au Système d'Éradication. |                                                     |               |                                          |
| Jeri Katou Katō Juri (加藤樹莉) | Julie Turin (FR) Yoko Asada (JP)                    | Leomon        | Antoine Nouel (FR) Hiroaki Hirata (JP)   |
| Jeri est une camarade de classe et amie d'enfance de Takato. Excentrique, douce et innocente, Jeri possède une marionnette en forme de renard avec laquelle elle ne cesse de jouer. Au fil des épisodes, elle éprouve plus d'intérêt pour les Digimon et les combats de cartes. Plus tard, dans l'épisode Un poids lourd, elle demande à apprendre à jouer aux cartes, ne perdant pas espoir de devenir dompteuse. Rika accepte de lui enseigner les règles de base. Elle devient partenaire avec Leomon qui, par la suite, succombera lors d'un combat face à Beelzemon (Impmon).. |                                                     |               |                                          |
| Kazu Shioda Shiota Hirokazu (塩田 博和) | Yann Le Madic (FR) Yukiko Tamaki (JP)               | Guardromon    | Yann Le Madic (FR) Kiyoyuki Yanada (JP)  |
| Kazu est l'un des camarades de classe et compagnon de jeu de Takato. Il joue, avec Jeri et Kenta, un rôle secondaire au début de la série, jusqu'à ce qu'il découvre l'existence de Guilmon. Par la suite, il assiste souvent en tant que spectateur aux combats des dompteurs de Digimon, et développe le désir de devenir à son tour dompteur. Durant le voyage dans le digimonde, il tente plusieurs fois en vain de se trouver un Digimon. Finalement, l'attention généreuse qu'il accorde à un Guardromon blessé lui permet d'en devenir le dompteur. Kazu est vantard, immature, un tantinet agressif et souvent la source de comique dans la saison. Néanmoins, il se montre plus sérieux et plus mûr après avoir obtenu son Digimon. Il semblerait que son père soit plutôt dur avec lui, d'où peut-être son attitude.                 |                                                     |               |                                          |
| Kenta Kitagawa Kitagawa Kenta (北川 健太) | Hervé Grull (FR) Tōko Aoyama (JP)                   | MarineAngemon | ?? (FR) Ai Iwamura (JP)                  |
| Kenta est un autre camarade de classe de Takato, même s'il passe davantage de temps avec Kazu. Il est pratiquement toujours en compagnie de ce dernier, et l'affronte souvent aux cartes, sans pour autant le battre. Bien qu'il soit moins vantard, plus calme et moins sûr de lui, son rôle se cantonne en général à former avec Kazu un duo comique. Durant le voyage dans le digimonde, il cherche lui aussi, en vain, à se trouver un Digimon. Finalement, au moment du retour sur Terre, un MarineAngemon, qui s'est attaché à lui, se glisse dans sa poche et devient son partenaire Digimon. |                                                     |               |                                          |
| Suzie Wong Li Shaochung/Ri Shiuchon (李 小春) | Fily Keita (FR) Ai Nagano (JP)                      | Lopmon        | Fily Keita (FR) Aoi Tada (JP)            |
| Suzie, la petite sœur d'Henry, est une petite fille charmante mais totalement immature. Henry, lui faisant croire que Terriermon est une peluche afin de pouvoir le garder chez lui sans soupçon de sa part, Suzie joue perpétuellement avec le malheureux Digimon, l'étirant sans arrêt et le faisant porter toute sorte de vêtements ridicules de poupée. La veille de son départ dans le digimonde, Henry révèle à Suzie que Terriermon est vivant. Par la suite, Suzie reste dans le monde réel, mais, plus tard, un étrange phénomène l'envoie dans le digimonde, où elle rencontre Antylamon, le devas lapin. Toutes deux se lient d'amitié, et Antylamon trahit ses semblables en défendant Suzie contre Makuramon ; elle devient alors le partenaire Digimon de Suzie, et se dé-digivolve par la suite en Lopmon en guise de punition. |                                                     |               |                                          |
| Ai et Mako Ai (アイ) et Makoto (マコト) | Fily Keita (FR) Haruhi Terada & Miwa Matsumoto (JP) | Impmon        | Antoine Nouel (FR) Hiroki Takahashi (JP) |
| Aï et Mako sont deux enfants jumeaux (une fille et un garçon) dont la particularité était d'avoir un seul Digimon pour deux - Impmon. Tous deux se disputaient sans arrêt pour tout, y compris pour lui. Déchiré entre eux et exaspéré par leurs mauvais traitements, Impmon finit par les fuir, à errer seul. |                                                     |               |                                          |

### Autres
- Calumon (クルモン, Culumon?) est un petit Digimon espiègle, curieux, joueur et indépendant et également le seul à ne pas posséder de partenaire humain. Même s'il passe la majorité de son temps seul, il apprécie la présence des dompteurs, et passe pas mal de temps avec eux. Il ne participe jamais réellement au combat, mais possède l'aptitude de maîtriser les digivolutions, qui, elles, se déclenchent dans le monde réel par le simple effet de sa présence.
- Alice McCoy : Alice McCoy (アリス・マッコイ, Arisu Makkoi?) est une jeune fille de onze ans, blonde aux yeux bleus, habillée de style gothic lolita, partenaire de Dobermon. Elle est la petite nièce du professeur Rob McCoy, employé pour Hypnos. Elle a été envoyée par les souverains Digimon avec son Digimon, pour donner le pouvoir aux dompteurs de fusionner avec leurs Digimon.
- Souverains Digimon : les souverains digimon (四聖獣, Shiseijuu?) sont des personnages fictifs appartenant à l'univers de la troisième saison sauf Azulongmon qui apparais en fin de deuxième saison. Ce sont des Digimon de niveau méga, incroyablement puissants, qui constituent en quelque sorte les « gardiens » du digimonde. Chaque souverain règne sur un des quatre points cardinaux du digimonde - Azulongmon pour l'Est, Zhuqiaomon pour le Sud, Ebonwumon pour le Nord et Baihumon pour l'Ouest. Un cinquième membre, Fanglongmon, est à la tête des souverains et les dirige. Chacun d'entre eux possède quatre yeux et une couleur propre qui lui est propre. Leurs apparences s'inspirent de quatre figures astronomiques de l'astrologie chinoise.

### Opposants
- Hypnos : une organisation gouvernementale aux motivations obscures, dirigée par Yamaki, un individu reconnaissable au fait qu'il joue sans cesse avec son briquet. L'organisation étudie le digimonde et ses créatures afin de protéger et défendre le monde réel des attaques de plus en plus fréquentes. Yamaki prend vite conscience de la présence des dompteurs, et les considèrent comme de jeunes fous se croyant dans un jeu alors qu'il s'agit d'un danger réel. Finalement, il entreprend le projet « Coup de Balai », destiné à éliminer tous les Digimon, y compris ceux des dompteurs. Mais ce projet, activé à deux reprises, échouera à chaque fois, et, lors de la seconde tentative, un Digimon ennemi provoque la destruction des appareils de la Hypnos. Finalement, après cela, Yamaki comprend que les dompteurs sont la seule défense efficace. Lorsqu'ils partent vers le digimonde, il offre à Takato une machine de sa conception permettant de garder le contact avec le monde réel.
- Les devas : les serviteurs de Zhuqiaomon. La plupart d'entre eux ont bio-emergé dans le monde réel tandis que d'autres sont restés dans le digimonde.
- Le Système d'Éradication : le Système d'Éradication est une entité et l'antagoniste final de la saison. Contrairement aux antagonistes l'ayant précédé dans la saison, ce grand éradicateur n'est ni humain, ni Digimon, bien qu'il soit originaire du digimonde. Il s'agit d'un programme informatique ayant « muté » en une forme de vie artificielle. Exclusive dans la saison, il s'agit d'une force presque inarrêtable qui n'existe que pour annihiler tout être organique. Il ne possède pas de voix à proprement parler, mais se servait de celle de Jeri Katou, qu'il tenait prisonnière, pour s'exprimer. Bien qu'il s'agisse d'un personnage complètement fictif, le Système d'Éradication possède des origines liées à des éléments réels, comme le ver informatique Morris ou Echelon.

## Anime
Digimon Tamers est une série d'animation produite en cinquante et un épisodes par Toei Animation, et initialement diffusée du 1er avril 2001 au 31 mars 2002 sur la chaîne télévisée Fuji Television au Japon.
À l'international, la série est diffusée aux États-Unis du 1er septembre 2001 au 8 juin 2002 sur Fox Kids. En Allemagne, elle est diffusée sur RTL2, du 1er mars au 15 mai 2002. En Amérique du Sud, Fox Kids diffuse la série sous le titre Digimon 03 du 18 février 2002 au 30 juillet 2004 ; avec une diffusion en avant-première le 9 février 2002,,. En Italie, les épisodes sont diffusés par la chaîne Rai 2 du 2 décembre 2002 au 27 février 2003. Au Brésil, l'anime est diffusée en 2002 sur la chaîne Fox Kids et en 2003, sur Rede Globo. Au Portugal, l'anime est diffusé sur SIC dès 2003. En Espagne également, sur TVE2. La série est diffusée aux Philippines à partir 10 septembre 2007 sur ABS-CBN.
En France, Digimon Tamers est initialement diffusée sur la chaîne télévisée Fox Kids du 31 août 2002 au 9 mars 2004 ; la chaîne devient Jetix en février 2004, avec des rediffusions de cette troisième saison jusqu'en 2009.
Initialement, Fox Kids (France) diffuse cette troisième saison en quotidienne dès la rentrée scolaire 2002, avec le lancement d'une gamme de jouets et d'un magazine dérivés, et de plusieurs publicités notamment diffusés sur la chaîne TF1. Néanmoins en octobre, au bout d'un mois, le diffuseur Fox Kids stoppe cette diffusion quotidienne, en préférant des rediffusions des deux premières saisons. La chaîne relègue les rediffusions de cette troisième saison à une diffusion en hebdomadaire le samedi dès 2003, cette itération qui rompt avec l'univers Adventure ne prend pas et n'est pas diffusée sur la première chaîne nationale. La reprise des inédits de cette troisième saison se réalise en janvier 2004. La troisième saison reste acquis par TF1 et fait, avec les deux autres séries, les beaux jours de la nouvelle chaîne du groupe TF1, Tfou TV, à partir de juin 2004 jusqu'en février 2008.
En Belgique, la série est diffusée à une date inconnue sur la chaine nationale Club RTL et est rediffusée en juillet 2003 le lundi, mardi, jeudi et vendredi à 17 h 50 ; le dernier épisode ne connaît pas de diffusion sur cette chaîne. La troisième saison n'est jamais diffusée ni au Canada, ni au Québec.
Le succès de Digimon s'estompe autant au Japon en 2002 (voir section Accueil), qu'auprès des médias internationaux avec un premier arrêt de l'adaptation francophone,,. Un projet d'adaptation permet, à l'échelle internationale, l'importation de la sixième itération Digimon Fusion dans l'espace francophone en 2015.
En France, Digimon Tamers est pour la première fois mis à disposition en vidéo à la demande sur la plateforme Anime Digital Network en version française, dès le 18 août 2020, à août 2022, et est renouvelé au catalogue le 7 décembre 2022. La série intègre également Pluto TV (France) pour une diffusion, en AVOD linéaire dès le 7 août 2022.

## Produits dérivés

### Musique
Le thème d'ouverture original de la saison s'intitule The Biggest Dreamer de Kōji Wada. Deux thèmes de fin sont composées, soit My Tomorrow et Days ~Aijou to Nichijou~ d'AiM. Les autres musiques passées durant la série incluent 3 Primary Colors des Tamers (Ép. 51), EVO de Wild Child Bound, One Vision de Taniyoshi Takimoto et SLASH!! de Michihiko Ohta.

### Films
Un court-métrage intitulé Bōkensha-tachi no Tatakai (冒険者たちの戦い) est sorti au Japon le 14 juillet 2001 au cinéma. Il est suivi d'un sixième métrage intitulé Bōsō no Dejimon Tokkyū (暴走デジモン特急), sorti le 2 mars 2002.

### Cassettes vidéo et DVD
Plusieurs cassettes vidéo et DVD tirés de la série sont publiés. Aux États-Unis, la première cassette, intitulée Digimon: Digital Monsters - The Birth of Guilmon et distribué par Buena Vista Home Entertainment, est commercialisée le 30 avril 2002 ; une deuxième intitulée Digimon: Digital Monsters - Revenge Of Digital World est commercialisée le 10 septembre 2002. Un DVD zone 1 recensant les quatre premières saisons de l'anime, dont Digimon Tamers est également paru aux alentours de 2003. Un coffret DVD, intitulé Digimon Tamers - The Official Third Season et distribué par New Video Group, est commercialisé le 11 juin 2013,.
En France, la version française des cinq premiers épisodes sortent dans le cinquième coffret DVD de la série Digimon par LCJ Editions le 11 mai 2010. Le sixième coffret de la franchise contient les épisodes 6 à 28 de cette troisième saison et sort le 11 octobre 2010. Le septième coffret contenant les épisodes 29 à 51 sort le 11 janvier 2011. Aucun élément de ces coffrets n'indique ou ne mentionne l'existence de la troisième saison.

### Jeux et magazines
Un jeu vidéo présentant les personnages de la troisième saison est commercialisé en Europe en juillet 2002 sur console PlayStation, sous le titre de Digimon Rumble Arena. Ce jeu vidéo, intronisant pour la première fois la troisième saison, présente Guilmon, Renamon, Terriermon et leurs dompteurs respectifs lors des combats et des digivolutions. Le jeu qui suit, Digimon World 2003, également commercialisé en 2002 sur console PlayStation présente Guilmon, cependant sans l'apparition de son dompteur respectif Takato.
Le magazine Digimon, édité par Dino Entertainment, puis par Panini Comics France, adapte les épisodes de Digimon Tamers en vingt-deux tomes de bandes dessinées, de septembre 2002 jusqu'au 14 juillet 2004. Un volume relié, en collaboration avec Panini Comics dans la collection Le Monde de la BD, est proposé exclusivement à l'achat d'un journal La Dernière Heure/Les Sports et de La Libre Belgique, le 11 juin 2004.

## Accueil
En raison de ses différences avec les deux premières séries, Digimon Tamers est accueillie d'une manière mitigée par les critiques et des premiers fans de la série. Au Japon, les ventes chutent en une année et les taux d'audience diminuent,. Alex Cline de AIPT Comics parle d'« enfants en colère », Digimon Tamers est instantanément rejetée par de nombreux fans et les différentes itérations qui suivent connaissent un accueil « très défavorable pour s'être écartés des formules antérieures auxquelles [ce] public était habitué » en 2001.
Bien qu'elle ait également été reçue froidement par les premiers fans lors de sa première diffusion aux États-Unis en 2001,, 54% des recettes de la franchise Digimon en 2002 proviennent alors de cette exploitation, et tandis que la franchise s'essouffle totalement au Japon en 2002-2003, elle reste populaire aux États-Unis jusqu'au milieu des années 2000. La série suivante, Digimon Frontier, est vendue en package avec la troisième saison lorsque Disney en a acquis les droits auprès de Saban Entertainment, sécurisant ainsi une distribution en Amérique du Nord et dans certains pays,.
Tim Jones de THEM Anime écrit « Bien que Digimon Tamers ait ses défauts (personnages différents, début en lenteur), plus vous la regarderez et plus vous vous y intéressez, en l'appréciant de plus en plus » et attribue trois étoiles sur cinq, notant le sombre décor qu'il attribue à l'anime. Jacob Chapman de Anime News Network, note que Tamers est de loin la saison la plus terrifiante et, à certains moments, la plus troublante de Digimon jamais produite, en raison de l'influence Lovecraft-ien de Konaka. La diffusion de la série coïncide avec les attentats du 11 septembre, certaines scènes de la série sont analysées dans ce contexte.
En France, Benjamin Benoit, du journal Le Monde, considère que c'est « une troisième saison audacieuse », une « Œuvre angoissée sur l’arrivée d’Internet ». Planète-Jeunesse souligne une « histoire beaucoup moins manichéenne qu’auparavant ». Manga News également souligne l'ambition des scénaristes d'une série aux lenteurs nécessaires et que « contrairement à Digimon Adventure 02, elle prend le temps de développer son histoire, traiter les différents axes de la série, apporter de la consistance aux personnages et accentuer le lien entre humain et Digimon qui semble être le cœur de la série ».